# Actinote elatus
Actinote elatus är en fjärilsart som beskrevs av Druce 1903. Actinote elatus ingår i släktet Actinote och familjen praktfjärilar. Inga underarter finns listade i Catalogue of Life.